# EcoGroen
EcoGroen verscheen van 1990 tot 1997 in Gent als maandblad voor de ecologis(tis)che stroming, voortzetting van De Groenen. Uitgever was Wilfried Van Durme, voormalig volksvertegenwoordiger van de groene partij Agalev; hoofdredacteur was Patrick Florizoone, schrijver van onder andere Het ecologistisch manifest (1989).
Het blad stelde zich van langsom kritischer op tegenover de evolutie van Agalev naar een "normale" politieke partij. EcoGroen volgde niet een bepaalde lijn maar het redactiebeleid was eerder: fijn dat er meerdere lijnen zijn. Toch schreef EcoGroen enigszins argwanend over groen-rechts, meer bepaald over de uitgave in 1995 van een themanummer van het tijdschrift Tekos met als titel "Groen-rechts".
Einde 1996 moest de uitgave worden stopgezet wegens financiële problemen na een mislukte poging tot samenwerking met het linkse blad Markant. Florizoone probeerde zijn geesteskind te redden en zette de publicatie nog een half jaar verder, tot juni 1997.